# Javiera Morales
Javiera Morales, née le 16 novembre 1983 à Punta Arenas, est une avocate et femme politique chilienne. Membre de CS depuis 2021, elle est députée depuis mars 2022.
Elle était candidate lors des élections constituantes de 2021  avec Approbation dignité, en tant qu'indépendante soutenue par Convergence sociale, mais elle n'est pas élue.

## Biographie

### Famille, études et parcours professionnel
Javiera Morales est née le 16 novembre 1983 à Punta Arenas. Elle est la fille de Galmier Morales Delgado et Virginia Alvarado Arteaga. 
Elle est également l'arrière-petite-fille de Raúl Alvarado, qui était gouverneur du département d'Última Esperanza (es) pendant le gouvernement de Salvador Allende. 
Elle mène ses études primaires et secondaires à l'école Charles Darwin de Punta Arenas entre 1990 et 2001. En 2002, elle entre à l'université du Chili pour étudier le droit, obtenant son diplôme en 2010. Puis, en 2013, elle se rend à Londres pour faire un master en théorie politique à la London School of Economics.
En 2014, elle entre à l'University College de Londres, où elle mène une deuxième maîtrise en démocratie et politique comparée, elle a obtenu son diplôme en 2015. En 2018, elle s'est mariée et a eu des jumeaux, Salvador et Maximiliano.
En 2016, travaille comme conseillère législative au ministère de l'Éducation, sous la présidence de Michelle Bachelet. En 2019, elle a commencé à suivre des cours de droit constitutionnel à l'université de Magallanes, interrompus par son mandat de députée.

### Parcours politique

#### Candidate aux élections constituantes
Lors des élections constituantes de 2021, elle est candidate avec la liste d'Approbation dignité en tant que candidate indépendante, soutenue par Convergence sociale. Elle termine à la quatrième place du scrutin, avec 3 029 voix (5,5%).

#### Députée
Lors des élections législatives de 2021, elle est candidate dans la 28e circonscription des Magallanes et de l'Antarctique chilien. Elle se présente en tant que candidate indépendante, soutenue par Approbation dignité et investie par le parti Convergence sociale. Elle est élue avec 4 563 voix (7,02%).
Lors de l'ouverture de la 56e législature, le 11 mars 2022, elle rejoint le groupe parlementaire du parti Convergence sociale.
Elle devient membre de la commission de l'Intérieur, de la nationalité, de la citoyenneté et de la régionalisation, ou encore de la commission permanente des droits de l'homme et des peuples autochtones, et les zones extrêmes chiliennes et l'Antarctique.